# Álvaro Carmona
Álvaro Carmona (Utrera, provincia de Sevilla, 29 de abril de 1980) es un director, guionista, músico, cómico y artista español.

## Trayectoria
Desde muy joven se aficionó a la música y a la comedia. En 2004 abandonó la carrera de Derecho y se mudó a Madrid, donde se estableció como guionista de Agitación + IVA (Telecinco), y comenzó a hacer comedia por los clubs y salas de la capital como monologuista de stand up. En 2009 se trasladó a Barcelona, donde empezó a trabajar en El Terrat como guionista y colaborador con varias apariciones en el programa Buenafuente y Buenas noches y Buenafuente.
Ha estado nominado al Iris a mejor guion por Gente Hablando, a la Rose d'Or por el telefilm vasco Go!azen y ha ganado el premio Alma al mejor guion por Buenafuente, para el cual también compuso el éxito de Berto & The Border Boys "Me lo tiro", que llegó al número uno en descargas digitales en 2011. También es el creador de las canciones "Me he puesto tetas" y "La capital mundial", cuyo videoclip se convirtió en un fenómeno viral en Youtube en 2013 y tuvo una gran repercusión en los medios, culminando con la llamada del Ayuntamiento de Huesca a "Da FLOWers" (Álvaro y Tomàs Fuentes) para protagonizar el encendido oficial de las luces de Navidad en la capital oscense. En 2015 volvió con el tema "Bad Boy" y un videoclip que protagoniza junto a Dafne Fernández.
Además, ha hecho apariciones en varios programas de TV (En el aire, Sopa de gansos, Ilustres ignorantes...), ha escrito diversos espectáculos teatrales, como Terrat Pack que contó con casi un millón de espectadores,ha publicado un libro de dibujos llamado El libro de los tiburones y, desde 2010 ha creado seis shows de comedia que ha representado por teatros de toda España. 
Actualmente está inmerso en la creación de obras conceptuales, mientras escribe y dirige la segunda temporada de Gente Hablando.

## Filmografía

### Series
| Año         | Programa/Serie | Papel                         | Canal          | Notas        |
| ----------- | -------------- | ----------------------------- | -------------- | ------------ |
| 2018 - 2020 | Gente hablando | Creador, director y guionista | Flooxer / Neox | 12 episodios |
| 2023        | Déjate ver     | Creador, director y guionista | Atresplayer    | 8 episodios  |

### Cortometrajes
- El tratamiento (2019)
- Ruleta (2015)
- Clara (2013)
- 180º (2012)

## Obras y colaboraciones

### Teatro
- Álvaro Carmona en directo (2015)
- Álvaro Carmona en El Molino (2014)
- YoSoY (2013)
- El menor espectáculo del mundo (2012)
- Abecé (2011)
- Perspectiva (2010)

Como guionista:
- Terrat Pack (La Sexta)

### Radio y televisión
Colaborador:
- Yu: No te pierdas nada (Los 40 principales)
- Visto lo visto TV (Streaming)
- Buenafuente (La Sexta)

Como guionista:
- Buenas noches y Buenafuente (La Sexta)
- Buenafuente (La Sexta)
- Go!azen (ETB)
- Agitación + IVA (Telecinco)

Como presentador:
- This is philosophy (RTVE)[6]

### Música y videoclips
- BadBoy (DaFLOWers con Dafne Fernández)
- La capital mundial (DaFLOWers)
- Me he puesto tetas (Berto & The Border Boys)
- Me lo tiro (Berto & The Border Boys)

### Publicaciones
- El libro de los tiburones (ISBN 978-84-679-1010-0)
- Sujetos